# Хуэй Жоци
Хуэй Жоци (кит. 惠若琪, англ. Hui Ruoqi; р. 4 марта 1991, Далянь, провинция Ляонин, Китай) — китайская волейболистка. Нападающая-доигровщица. Олимпийская чемпионка 2016.

## Биография
Хуэй Жоци родилась в городе Даляне, но в 9-летнем возрасте переехала с семьёй в Нанкин, где начала заниматься волейболом в школьной секции. В 2006 году была принята в команду «Цзянсу Ичжэн», а в 2007—2008 играла за молодёжную сборную Китая, став с ней серебряным призёром чемпионата мира и бронзовым — чемпионата Азии. За команду «Цзянсу» Хуэй Жоци выступала на протяжении всей своей игровой карьеры (кроме сезона 2013—2014, проведённого в клубе «Гуандун Эвергрэнд»), выиграв в её составе «золото», «серебро» и трижды «бронзу» чемпионата Китая.
В 2009 Хуэй Жоци дебютировала в национальной сборной Китая на турнире в швейцарском Монтрё, а затем участвовала в Мировом Гран-при и в том же году выиграла «серебро» континентального первенства и золотые награды на проходивших в Гонконге Восточноазиатских играх. Из-за травмы спортсменка пропустила сезон 2010—2011, в том числе чемпионат мира 2010. В 2011 Хуэй Жоци вернулась в сборную, приняв участие в Кубке Ельцина, где была признана лучшим игроком. В том году же в составе национальной команды стала чемпионкой Азии и бронзовым призёром розыгрыша Кубка мира.
В 2012 Хуэй Жоци впервые участвовала в Олимпийских играх, проходивших в Лондоне, где китайские волейболистки выступили неудачно, выбыв из борьбы за медали уже на четвертьфинальной стадии. С 2013 Хуэй Жоци — капитан сборной Китая. В 2014 она дебютировала в чемпионате мира и дошла со своей командой до финала, уступив в решающем матче команде США. В 2015 году спортсменка стала двукратной чемпионкой Азии и должна была принять участие в розыгрыше Кубка мира, но накануне турнира врачи обнаружили у неё болезнь сердца, что привело к операции, а в марте 2016 — к повторному оперативному вмешательству.
Уже спустя месяц после мартовской операции Хуэй Жоци приступила к тренировкам и вскоре на традиционном турнире «Монтрё Волей Мастерс» была признана самым ценным игроком и лучшей нападающей. В том же году на Олимпиаде в Рио-де-Жанейро она стала чемпионкой. В первых матчах группового этапа капитан сборной выходила на замену, но в заключительных четырёх поединках олимпийского волейбольного турнира заняла привычное место в стартовой шестёрке, став в полуфинале и финале второй по результативности в своей команде после великолепной Чжу Тин.
В 2017 Хуэй Жоци впервые стала чемпионкой Китая, после чего взяла паузу в выступлениях, а в феврале 2018 объявила о завершении игровой карьеры..          

### Клубная карьера
- 2006—2013 —  «Цзянсу Ичжэн» (Чанчжоу);
- 2013—2014 —  «Гуандун Эвергрэнд» (Гуанчжоу);
- 2014—2017 —  «Цзянсу Зенит Стил» (Чанчжоу).

## Достижения

### С клубами
- чемпионка Китая 2017;
  - серебряный (2016) и 3-кратный бронзовый (2007, 2009, 2015) призёр чемпионатов Китая.
- бронзовый призёр клубного чемпионата мира 2013.

### Со сборными Китая
- Олимпийская чемпионка 2016.
- серебряный призёр чемпионата мира 2014.
- бронзовый призёр розыгрыша Кубка мира 2011.
- серебряный призёр Гран-при 2013.
- двукратная чемпионка Азии — 2011, 2015;
  - серебряный призёр чемпионата Азии 2009.
- серебряный призёр розыгрыша Кубка Азии 2012.
- чемпионка Восточноазиатских игр 2009.
- серебряный призёр чемпионата мира среди молодёжных команд 2007.
- бронзовый призёр чемпионата Азии среди молодёжных команд 2008.

### Индивидуальные
- 2012: лучшая на подаче Олимпийского волейбольного турнира.
- 2012: лучшая на подаче розыгрыша Кубка Азии.
- 2015: MVP и лучшая нападающая чемпионата Китая.